# Estudi cinematogràfic

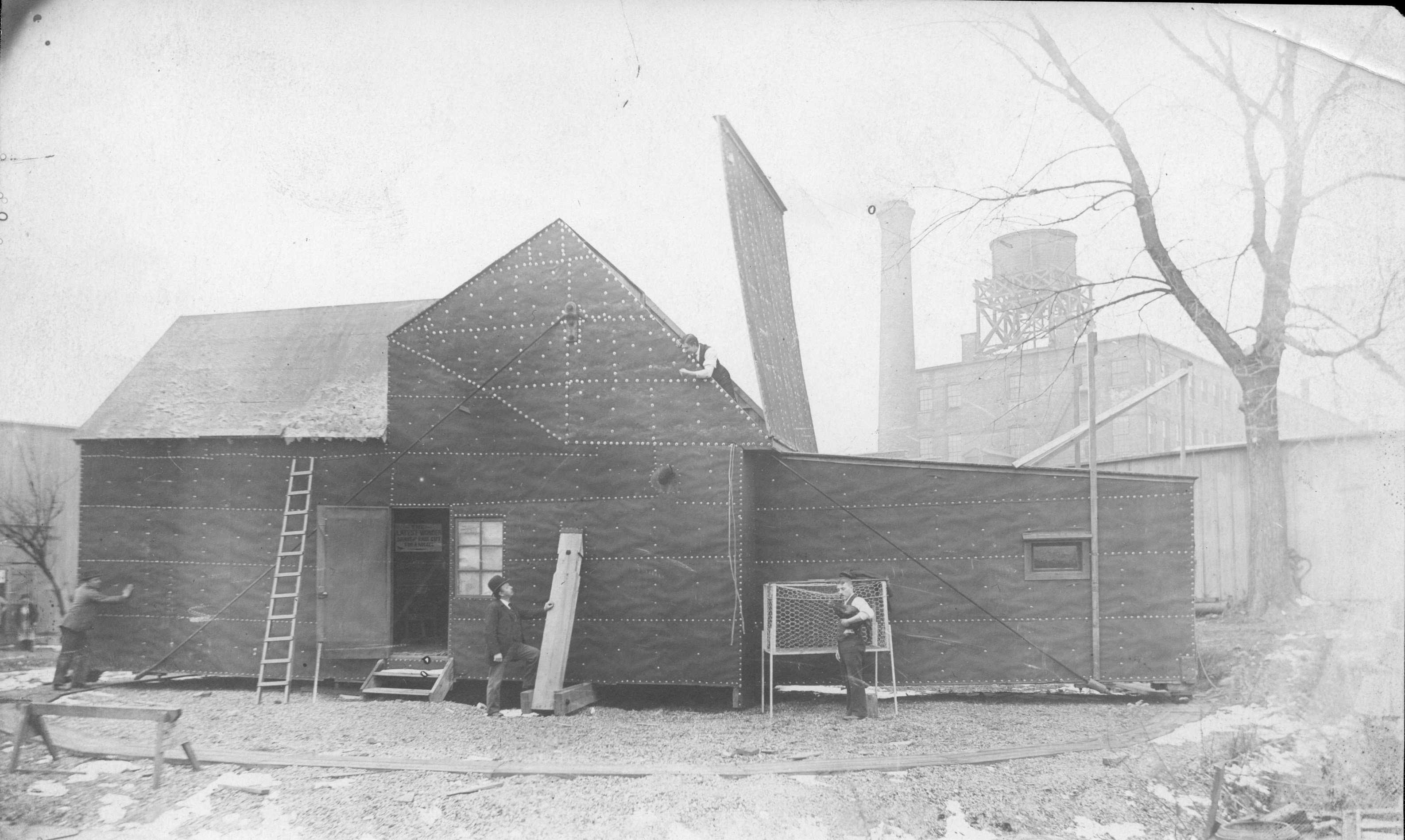
El «Black Maria», primer estudi cinematogràfic del món (1893). El sostre està obert. A sota hi ha el carril circular.

Un estudi cinematogràfic és un edifici destinat a la producció de pel·lícules cinematogràfiques o de televisió els decorats del qual, per ser inventats per a l'ocasió, o existents però no aptes per al rodatge, es construeixen en aquest vast indret, la majoria de les vegades insonoritzats, i equipats amb complexos aparells elèctrics i eines per il·luminar l'escenari.

## Història
L'any 1891, l'inventor i industrial estatunidenc Thomas Alva Edison va desenvolupar, després de nombroses proves, la primera càmera cinematogràfica, el cinetògraf, amb l'ajuda decisiva del seu assistent, William Kennedy Laurie Dickson. Les pel·lícules rodades amb aquesta càmera es presenten al públic gràcies a un visor individual, el cinetoscopi. “Les cintes rodades per Dickson són pròpiament les primeres pel·lícules.» Per gravar aquestes pel·lícules, Dickson i Edison van adoptar la pel·lícula flexible de nitrocel·lulosa (cel·luloide), inventada per John Carbutt el 1887, i comercialitzada el 1888 per l'industrial George Eastman (Kodak) en forma de rotllos de 70 mm de llargària. Van tallar aquests rotlles per la meitat longitudinalment, creant el format de 35 mm que encara coneixem avui, amb un conjunt doble de quatre perforacions de caixa Edison. El 1893, donat l'interès per les seves pel·lícules (va ser Edison qui va escollir primer la paraula anglesa «fílm» per designar les seves bobines de pel·lícula exposada), l'industrial va decidir obrir Kinetoscope Parlors, sales on diverses màquines oferien tants programes diferents a un públic popular que entra pagant una quota fixa d' 1 quarter (1/4 de dòlar o 25 cts).
Per subministrar els kinetoscopis, Dickson, que va ser així el primer director de la història del cinema, va rodar diverses dotzenes de pel·lícules, i va fer construir una petita sala a West Orange, Nova Jersey, no lluny de Nova York, destinada a protegir les preses de la pluja i del vent, i de la curiositat del barri: el primer estudi de la història del cinema. Aquesta construcció modesta està feta de materials lleugers, fusta i paper quitrà. El seu sostre s'obre de bat a bat per deixar entrar el sol, imprescindible per al rodatge. L'estudi està situat sobre un rail circular i es pot orientar per aprofitar al màxim la llum natural. S'alimenta amb una línia elèctrica perquè el cinetògraf és accionat per un motor. Aquest edifici, al qual Edison es refereix com «Teatre Kinetogràfic», s'anomena col·loquialment «Black Maria» pel personal que desvia així el sobrenom de les furgonetes de la policia de Nova York, negres i incòmodes. A l'interior de la Black Maria es van fer una setantena de pel·lícules, de 1893 a 1895. Aleshores, i fins al llindar del 1900, la durada de les pel·lícules, ja fossin dirigides per Dickson, Louis Lumière, Georges Méliès o Alice Guy, no superava 1 minut. La noció moderna de curtmetratge, doncs, no és aplicable a aquestes pel·lícules perquè es basa en una definició del gran film, el llargmetratge, que no apareixerà fins unes dècades més tard. Només les Pantomimes lluminoses d'Émile Reynaud, els primers dibuixos animats de cinema, pintats directament sobre una pel·lícula no fotosensible de 70 mm de llargària (fetes de quadrats de gelatina protegits per una capa de goma lacada, lligats entre ells per un cartró fort i flexible), i projectats sobre un gran pantalla, superava aquesta durada, oscil·lant entre els 90 secondes i els 5 minuts.

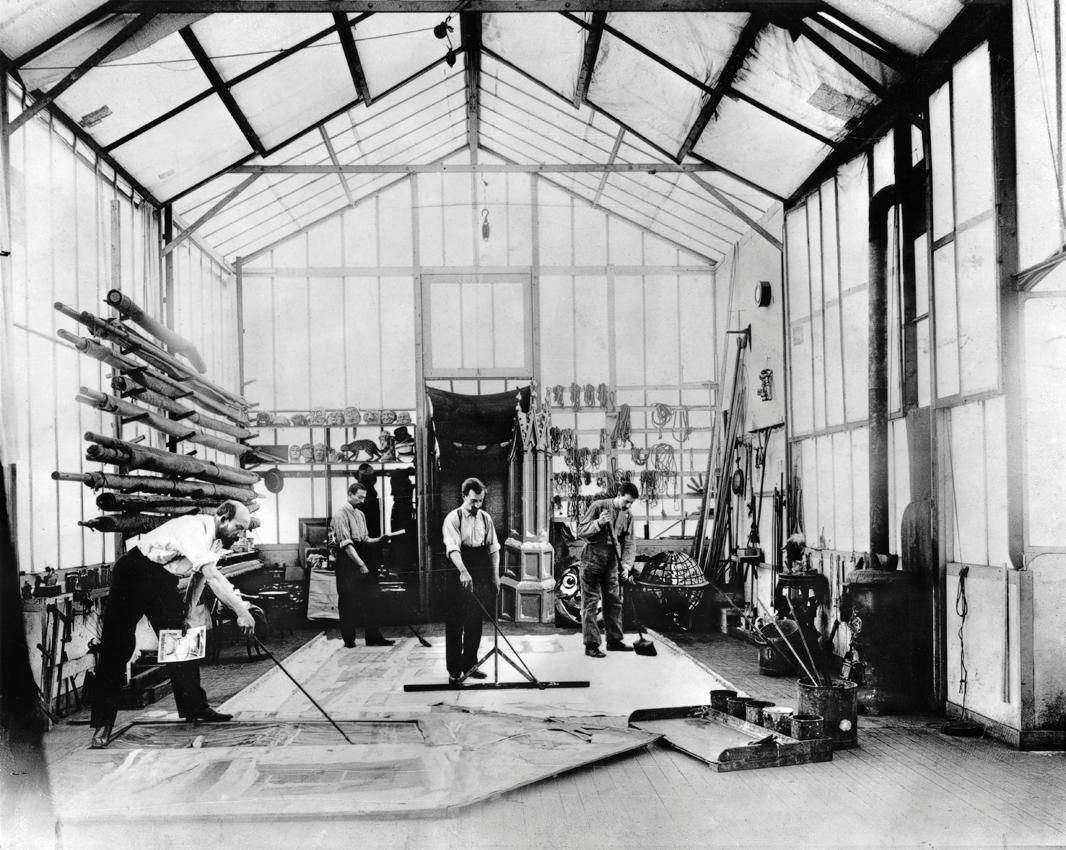
El primer estudi cinematogràfic de França, dissenyat per Georges Méliès el 1897.

L'any 1896, l'èxit internacional de les pel·lícules de Louis Lumière va convèncer Thomas Edison de dissenyar un aparell de projecció a tota velocitat i d'alleugerir el cinetògraf per tal de produir plans documentals a l'exterior semblants als del director francès. El motor elèctric és abandonat, una manovella, a imitació del cinematògraf, acciona ara el mecanisme. La Black Maria és abandonada.
El 1897, Georges Méliès s'embarca en la producció de pel·lícules de ficció. Home d'escena sobretot, adopta per girar, tradicions manllevades a la sala de música: construcció d'escenografies i fabricació d'atrezzo. Fa construir el primer estudi de cinema a França a la seva propietat de Montreuil, prop de París: un estudi de 17 mètres per 66, la coberta de vidre del qual culmina a sis metres del terra. Aquí una visita virtual al seu estudi per descobrir Arxivat 2018-03-12 a Wayback Machine.. Aquesta concepció de l'estudi cinematogràfic, tot en vidre, s'estén per tot el món. Així, Edison va substituir la Black Maria per un estudi vidriat seguint el model del de Méliès, però de dimensions molt més grans.
A la dècada del 1900, als Estats Units, el cinema era obra d'un grapat d'homes decidits. A més de Thomas Edison i la seva florida indústria, Edison Manufacturing Company, a més dels quatre fundadors de l'American Mutoscope & Biograph Company (el grup KMCD: Koopman, Marvin, Casler i Laurie Dickson, desertora d'Edison), altres personatges, que es podrien qualificar d'aventurers, tant les seves carreres són sorprenents, esdevenen motors de la indústria cinematogràfica. Georges Sadoul, l'historiador del cinema mundial, en fa una descripció colorida: «Carl Laemmle va ser un emigrant alemany. Havia treballat durant vint anys en una modesta empresa de roba a Oshkosh (Wisconsin)... El cinema va fer fortuna del tintor Fox, que es va convertir en pallasso després de la fallida, del botiguer Marcus Loew, propietari de Penny Arcades, de l'hongarès Zukor, un antic comerciant de pellers, i els quatre germans Warner, reparadors de bicicletes amb seu a Newcastle (Pensilvània), que van arribar de la seva Polònia natal.»
L'any 1910, el primer rodatge va tenir lloc a Hollywood, una ciutat propera a Los Angeles, on el clima majoritàriament assolellat permetia rodar durant tot l'any. La presència de diverses onades d'immigrants ofereix la possibilitat afegida de contractar nombrosos extres per a pel·lícules que tenen lloc arreu del món. Els paisatges variats de l'entorn també són un actiu definitiu. Va ser D. W. Griffith qui va arribar per primer cop a Hollywood, amb In Old California, per rodar els exteriors. La benvinguda del poble és tan càlida que Griffith escriurà a les seves memòries que aquest rodatge li va semblar un cap de setmana deliciós. El 27 d'octubre de 1911, Nestor Film Company va obrir el primer estudi de cinema realment situat a la zona de Hollywood de Los Angeles. La moda va agafar força i diverses productores americanes es van instal·lar aviat a Hollywood, des de les més grans (les majors) fins a les més modestes. Els primers «estudis» són, de fet, llocs enmig de la natura, on es configura el teló de fons habitual. Molt ràpidament es van comprar grans extensions de terreny i es van construir estudis envidriats equipats amb tendals per tamisar els raigs del sol. Per abús de llenguatge, el terme «estudi» esdevé sinònim de «majors» que encara avui designa les productores americanes més potents.
Els anomenats majors «hollywoodianes» no es limiten al sol de Califòrnia, mantenen un punt de peu a Nova York, on els negocis es fan i es desfan. Res substitueix Hollywood pel que fa als exteriors, però l'adaptació de la il·luminació elèctrica específica als estudis dels anys vint afavoreix la seva implantació a altres ciutats dels Estats Units. Per les mateixes raons, a França, Pathé va fer construir un estudi a Joinville-le-Pont, un altre a Montreuil, i Gaumont va preferir quedar-se a la capital, a les Buttes Chaumont.

## Descripció

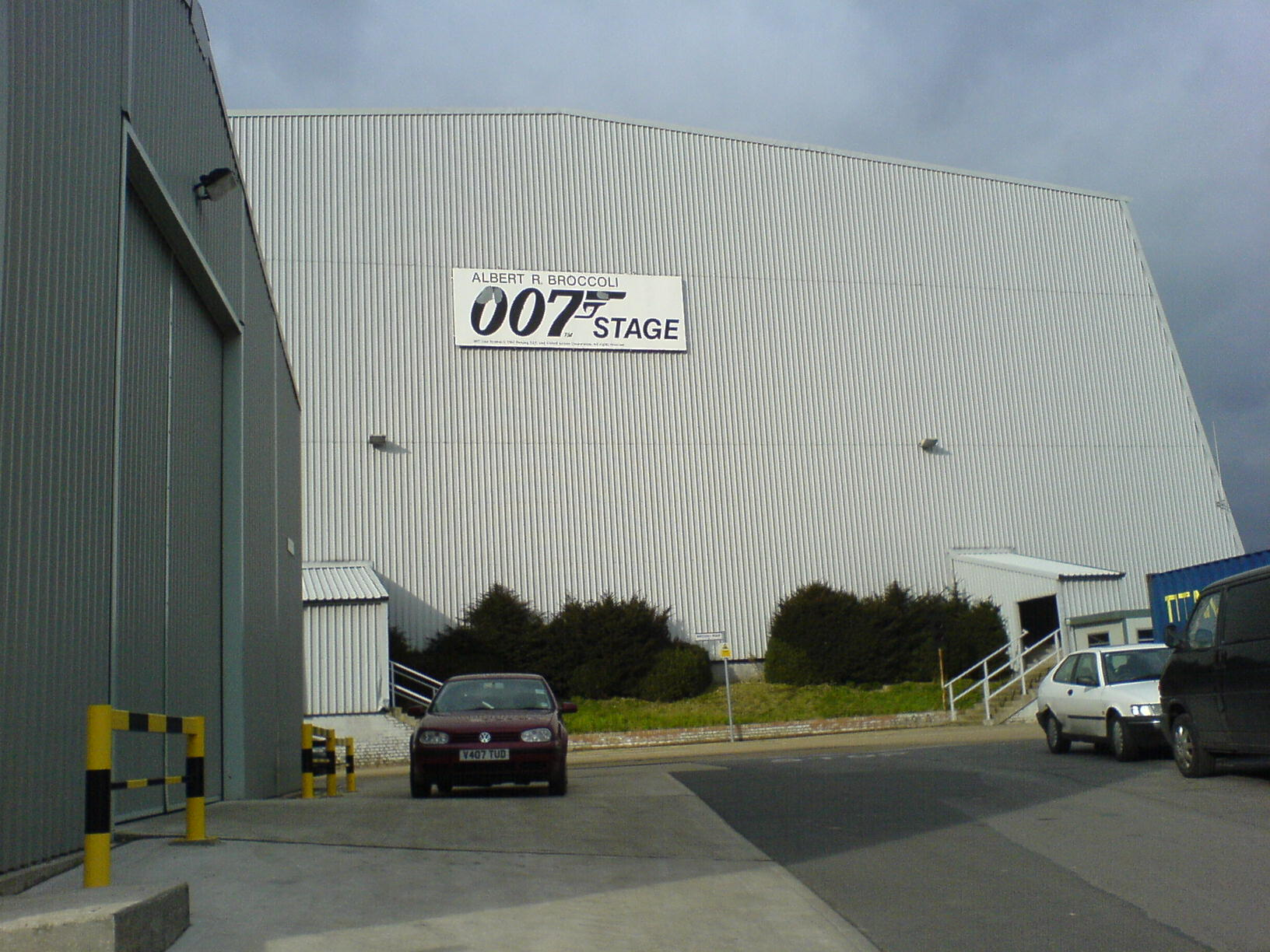
Pinewood Studios on es van rodar moltes escenes de les pel·lícules de James Bond.

Un estudi és un gran hangar tancat, insonoritzat, amb una gran entrada per permetre l'accés als elements decoratius, fabricat en annexos (fusteria, personal, tallers de pintura) i muntat per a les necessitats de rodatge de seqüències. una pel·lícula, situada en un escenari determinat, un entorn que anomenem conjunt. Un estudi pot reunir diversos edificis independents, que poden acollir diversos platós. En l'època del cinema mut, en un mateix hangar podien ocupar diversos decorats per diversos equips de rodatge disposats un al costat de l'altre, els sorolls que emanaven de cada plató no molestaven els veïns, ja que el so no s'enregistrava.
Alguns estudis estan construïts sobre una fossa (una mena de piscina) per activar efectes especials aquàtics, amb màquines d'hidromassatge. L'escenari sonor és el component central d'un solar d'estudi. La majoria d'estudis de cinema en tenen diversos; els estudis petits poden tenir-ne tan sols un, i en els estudis grans n'hi ha de 20 a 30. Els estudis de cinema també ofereixen oficina espai per a executius d'estudis i empreses de producció, i sales de maquillatge i sales d'assaig per al talent. Si l'espai ho permet, un estudi pot tenir un backlot exterior. Finalment, hi ha un "comissari" d'estudi, que és el terme tradicional a la indústria cinematogràfica per al que altres indústries anomenen una empresa cafeteria.
La il·luminació és proporcionada per projectors instal·lats a sobre de l'escenari, sobre una graella, idèntica a la d'un teatre, centralitzat per un panell de control, una sala de control on es pot encendre o apagar cada projector, i per qualsevol sèrie de projectors de peu que puguin s'organitzarà segons les necessitats de cada presa. La graella permet als electricistes accedir a cada projector, per tal d'ajustar-lo i equipar-lo (amb filtres de colors, per exemple). Però més recentment, s'ha preferit el control des de terra per manivelas llargues, i més pràctic encara, el control per servomotors, autoritzant graelles més lleugeres i menys feixugues (no practicable, és a dir sense la possibilitat d'accés directe per part de l'electricista que pugui necessitar utilitzar un ascensor).
A més d'aquests components bàsics, els estudis cinematogràfics més grans són empreses de servei complet que ofereixen tota la gamma de serveis de producció i postproducció necessaris per crear una pel·lícula, com ara vestuari, accessoris, càmeres, gravació de so, manualitats, decorats, il·luminació, etc. efectes especials, tall, edició, mescla, puntuació, ADR, re-enregistrament i foley. Sovint hi ha proveïdors independents de tots aquests serveis i altres (per exemple, laboratoris de processament fotogràfic) es troben en grups molt a prop dels estudis de cinema.
Els estudis encara avui disposen d'enormes reserves d'atrezzo i vestuari, així com d'elements d'escenografia, que es poden portar d'una pel·lícula a una altra, fent canvis de detall. Des dels primers temps es van instal·lar laboratoris a la finca dels estudis, que només s'ocupaven del desenvolupament de pel·lícules produïdes per la casa. Finalment, les oficines, tant administratives com artístiques, han acabat i en l'actualitat encara completen la seva infraestructura.
Actualment, la majoria de pel·lícules es roden en platós que no pertanyen als productors sinó que es lloguen a empreses especialitzades.